# Lill-Svarttjärnen (Sundsjö socken, Jämtland)
Lill-Svarttjärnen är en sjö i Bräcke kommun i Jämtland och ingår i Ljungans huvudavrinningsområde.